# Stanislav Lolek
Stanislav Lolek (1873 - 1936) fou un pintor txec, conegut sobretot per les seves il·lustracions en la novel·la serialitzada còmica diària Liška Bystrouška, un conte rural sobre un guarda de caça i una guineu, que l'editor del diari Lidové Noviny Rudolf Těsnohlídek hi va posar text. Va aparèixer al diari del 7 d'abril al 23 de juny de 1920, sent posteriorment ampliat en una novel·la de Těsnohlídek. La història es va utilitzar com a base per a l'òpera de Leoš Janáček La guineueta astuta (Příhody lisky Bystroušky, 1923).